# John Casper
Pour les articles homonymes, voir Casper.
John Howard Casper est un astronaute américain né le 9 juillet 1943.

## Vols réalisés
- 28 février 1990 : Atlantis (STS-36)
- 13 janvier 1993 : Endeavour (STS-54)
- 4 mars 1994 : Columbia (STS-62)
- 19 mai 1996 : Endeavour (STS-77)